# Dust: An Elysian Tail
Dust: An Elysian Tail es un videojuego RPG de acción desarrollado por el diseñador independiente Dean Dodrill, y lanzado por Microsoft Studios. Fue lanzado para la Xbox 360 a través de Xbox Live Arcade el 15 de agosto de 2012, y fue posteriormente lanzado para Microsoft Windows en Steam el 24 de mayo de 2013, y en GOG.com el 7 de noviembre de 2013. Fue publicado para Linux y OS X el 17 de diciembre de 2013. El juego fue lanzado para PlayStation 4 el 7 de octubre de 2014 en Norteamérica y el 8 de octubre de 2014 in Europa. Luego fue lanzado para iOS el 8 de octubre de 2015.                                                                                     
En el 2018 se confirma la llegada a la consola Nintendo Switch 
Dodrill realizó el solo casi toda la programación del juego, recibiendo ayuda externa sólo para la actuación de voz, narrativa, y la banda sonora.
Dust recibió generalmente críticas positivas, que alaban al juego particularmente por su estilo de arte. El juego ha vendido más de un millón de copias hasta marzo de 2014.

## Sinopsis
Dust toma lugar en un mundo habitado por criaturas antropomórficas, este se centra en el protagonista Dust, acompañado de una espada sintiente, la Espada de Ahrah, y de su guardiana Fidget. Sin recuerdos de su pasado, Dust sigue los consejos de Fidget y ayuda a la población del mundo en contra de las fuerzas del General Cayo.

## Modo de juego
El juego es un videojuego de acción-aventura y exploración estilo Metroidvania, que requiere que el jugador gane aumentos de poder en las habilidades de Dust, para así llegar a nuevas áreas. El estilo de combate está basado en mecánicas de tipo brawler, en donde Dust puede usar una combinación de espada y la magia de Fidget para derrotar a los enemigos.